# Évelyne Lebret
Évelyne Lebret (verheiratete Renard; * 20. Februar 1938 in Nîmes) ist eine ehemalige französische Sprinterin und Mittelstreckenläuferin.
Über 400 m schied sie bei den Leichtathletik-Europameisterschaften 1962 in Belgrad im Vorlauf aus und wurde bei den Olympischen Spielen 1964 in Tokio Achte. 1966 scheiterte sie bei den Europäischen Hallenspielen in Dortmund und den EM in Budapest in der ersten Runde.
1961 und 1962 wurde sie französische Meisterin über 400 m und 1965 über 800 m. Sechsmal stellte sie über 400 m einen nationalen Rekord auf, zuletzt im Halbfinale von Tokio mit 54,5 s.